# Wohn- und Wirtschaftsgebäude Sudwalder Straße 1
Das Wohn- und Wirtschaftsgebäude Sudwalder Straße 1 in Bassum-Neubruchhausen, 8 km östlich vom Kernort Bassum entfernt, stammt aus dem 19. Jahrhundert.
Das Gebäude ist ein Baudenkmal in Bassum.

## Geschichte
Das Hallenhaus in Fachwerk mit Steinausfachungen, Krüppelwalmdach und Inschrift im Giebelbalken über der Grooten Door wurde 1816 gebaut. Bemerkenswert ist das enge Raster des Fachwerks.
Zum Anwesen gehört ein weiteres Nebengebäude.